# 王运丰
王运丰（1914年—1997年4月29日），男，直隶（今河北）赞皇人，中华人民共和国武器专家、计算机专家，高级工程师，被誉为中华人民共和国“坦克之父”。他发出了中国第一封电子邮件“越过长城走向世界”，并最早提出注册“.CN”顶级域名。

## 生平
1934年，王运丰自南京兵工专科学校造兵系毕业。抗日战争爆发后，在金陵兵工厂任技术员。1938年，留学德国柏林工业大学内燃机专业和铸造专业。同时还学习了电工专业及焊接和机械专业。1941年，以优异成绩获德国洪堡研究金。1945年毕业于德国柏林技术大学机械系，获德国国授工程师学位。当时正逢中国抗日战争胜利。他本已准备回国，但很快第二次国共内战爆发，他乃留在柏林观望。后来，他在德国结婚，妻子是柏林人，很快孩子出生。在二战之后德国经济起飞中，他在西柏林创办了自己的工程技术设计事务所并获得事业成功。他当选为华人工程师协会主席及华侨总会负责人。
1951年，从北京寄来一份《人民日报》，刊登着中央人民政府政务院总理周恩来的讲话，号召海外知识分子回国参加社会主义建设。王运丰回忆道，周恩来的讲话改变了他的生活。当时他个人的工程设计事务所已有相当规模，1950年他便拥有了洋房、汽车和银行存款，而且他还有德国妻子和三个年幼的孩子。王运丰决心回国，而妻子不愿意离开德国，双方离婚。在法官宣读离婚判断书时，妻子在法庭上当众失声痛哭，离婚判断书将两个男孩判给王运丰，女儿判给妻子，后来王运丰把女儿也带回中国，希望借母女之情使妻子回到身边。1952年，王运丰回国，他是中华人民共和国成立后第一个从德国归来的知识分子，独自带着三个孩子和一吨重的外文图书回到北京。
回国后，王运丰最初被任命为第二机械工业部第六局（坦克工业局）副总工程师，参与领导了坦克工业研究和生产基地的建设工作。当时中国坦克制造仍处于半手工业状态，依赖苏联定货及苏联专家指导。王运丰用两三年编制出坦克生产中数千个部件的工艺规程，并且指导和训练技术人员，迅速使坦克生产规模化，几年时间中国便全部取消苏联定货，制造出全部国产化的坦克。1956年，他获全国先进生产者称号。
1960年，因中苏交恶，苏联专家全部撤走，中国大批工厂陷入困境，王运丰终年出差到各地工厂解决技术问题。在三年困难时期最困难的1961年，王运丰主动要求到最艰苦的地方工作。领导劝他说当地是重灾区。他答：“我刚从那个地区出差回来，那里的老百姓，有的已经吃树叶了。那里的大工厂停工待命，上万名职工需要帮助，正是因为有困难才需要我们这些人。”他担任山西柴油机厂副总工程师。在三线地区，王运丰工作繁忙、生活艰苦，仍旧单身的王运丰顾不上家，三个孩子经常挨饿，王运丰却还将自己仅有的粮票支援给工人们。很快王运丰患上营养不良性关节炎及脊椎硬化症，几近瘫痪。不久，前妻从柏林来到北京，全家团聚。但前妻在北京一年多，王运丰有八个月在外地出差。前妻提出全家人一起回德国，但王运丰说：“现在，中国有几亿人都吃不饱，我不能走。不把工业建设搞上去，这么大的国家，人民将永远吃不饱，我不能这样走开。”前妻只好独自回德国。王运丰是中国兵工学会第一届理事。
文化大革命爆发后，王运丰被打成“德国特务”，“他老婆还来北京串联，搞特务活动”。在遭到批斗后，造反派将他押解到山区劳动改造。他曾给周恩来写信要求工作，但当时周恩来已重病；他又给已复出的邓小平写信，不久邓小平下台。1975年，王运丰的一位老上级复出工作，将“德国特务”王运丰保出来，“借用”到南京筹建计算机站。这是一项他不熟悉的全新工作，但他很快就做出成绩。王运丰担任了第五机械工业部科学研究院副院长、高级工程师。
1978年，王运丰受命重返德国，利用在德国学术界及工业界的关系，为中国引进计算机技术而努力。1980年，在王运丰的领导下，中华人民共和国兵器工业部建立了第一个大型电子计算机中心，从国外引进工程设计结构分析应用软件。1982年，在王运丰带动下，建成了第一个中美科技信息电子电传机检索中心，结束了为查找科技信息需要跑遍全国的状况。王运丰先后邀请数十位国外计算机专家来中国讲学，王运丰也多次主持中国计算机学术会议。此后，王运丰又带领中国专家与德国方面合作，使中国率先建立了自己的超微机设计技术。
1983年，联邦德国卡尔斯鲁厄大学的维尔纳·措恩教授出席了在北京召开的第一届西门子计算机用户研讨会（CASCO），会上认识了王运丰，两人探讨了计算机应用及在中国推广计算机网络等问题，并成了朋友。1984年，措恩领导的科研小组建立了联邦德国与美国的计算机科学网（Computer Science Network, CSNET）的首个连接，并发送了德国首封电子邮件。同年，措恩开始与王运丰寻求建立中-德计算机网络连接及电子邮件服务，并商定中方合作单位是中华人民共和国机械电子工业部下属的中国兵器工业计算机应用技术研究所（Institute for Computer Application, ICA，时任所长为李澄炯博士）。1985年11月，经措恩教授推动，联邦德国巴登-符腾堡州州长洛塔尔·施佩特特批专款作为该项目经费。
CSNET的邮件传输基于X.25协议（位于OSI的网络层），该协议建立在传输模拟信号的电话网上，实现数字化包的交换。1985年中德间尚无供X.25协议运行的物理连接，仅能在各自国内实现X.25通信。为建立该连接，经北京电话局协助，措恩的小组找到一条可租用的线路——意大利-北京线路。措恩与意大利电缆公司（ITALCABLE）负责人会谈后获得了租用许可，王运丰和措恩分别同该公司签署协议。1986年8月26日，中方成功从北京登录至德方VAX主机上，可查看电子信箱中的电子邮件，并经模拟信号线传到北京ICA的打印机上。此后1986年至1987年中德间大量技术交流都应用了该连接。当时这种远程终端模式也被其他单位采用，中国科学院高能物理所的吴为民于1986年8月25日在北京710所的IBM PC机上远程登录至欧洲核子研究组织，并收发了邮件，时间比ICA远程登录到卡尔斯鲁厄大学早一天。
但这都不是真正的电子邮件系统，因为中方自己并没有电子邮件服务器。新方案是中方利用现有的BS2000计算机建立与德国对等的结点机及独立的电子邮件服务器。1987年夏，措恩在北京出席第三次CASCO会议，做了“计算机网络”的报告，同时带来一个小组，与ICA合作解决电子邮件问题。同时留守在卡尔斯鲁厄大学的另一个小组确保BS2000上CSNET/PMDF协议族工作正常。9月4日至14日，措恩的小组完成了ICA方面的主机西门子7760/BS2000在操作系统级上的修改，解决了邮件交换的软件问题。9月14日措恩的小组与ICA共同起草了一封电子邮件，标题和内容均由英文、德文双语写成，内容第一句是“越过长城，我们可以到达世界的每一个角落”，此即著名的“越过长城，走向世界”电子邮件。在该邮件上领衔署名的是王运丰、措恩，在其下署名的还有另外11位中德双方参与工作的人员，包括ICA的李澄炯所长（他为此还专门写了中文技术报告）。9月25日，英文版的《中国日报》报道了这一消息，标题是“Computer links are developed”，报道提到的唯一一位中方人员的名字就是中国国家科委电子信息与技术顾问王运丰。
1988年3月底，中国计算机科技网（China Academic Net, CANET）在北京ICA建立，并发行《中国计算机科技网推进协会（专刊）》。1988年，“计算机国际联网讨论会”在北京举行，王运丰、措恩、李澄迥、达尼埃尔·卡伦贝格（EUnet的创建人之一）、丹尼斯·詹宁斯（都柏林大学教授）、唐仲文（中华人民共和国机械电子工业部副部长）等参加。
1990年10月10日，王运丰在卡尔斯鲁厄大学与措恩讨论了中国网络的应用，特别是CANET和和中国申请国际域名的问题。措恩回忆称，注册“.CN”是王运丰最早提出，这两个字母也是由王运丰选定。1990年10月19日，措恩向国际互联网络信息中心（Internet's Network Information Center, InterNIC）发出了“.CN”的预约，询问是否有空缺。10月24日，措恩将此预约通知了刚加入CANET项目的钱天白。11月26日，措恩正式在国际互联网络信息中心为CANET申请了“.CN”顶级域名，在“管理联系”一目中填了ICA地址及钱天白的名字，在“技术联系”一目中填了卡尔斯鲁厄大学计算机系。12月2日，措恩将申请信和附件转发给钱天白。12月3日，措恩收到了同事阿诺尔德·尼佩尔转发的通知，“.CN”域名申请获得批准。1991年1月起，卡尔斯鲁厄大学一直运行.CN域名初级服务器，直至1995年5月中国同美国建立直接互联网连接后，.CN域名初级服务器才落户回中国。
王运丰写过数以百计的建设书、报告书。1979年，他在一份建议书中提出发展旅游业、综合利用煤炭资源、全国各类能源的规划问题。1981年他在建议书中提出以微电子技术改造传统工业的紧迫性，建议将“信息技术”列入“七五”计划。后来也因他的建议，成立了“开发海南岛专家咨询小组”，加速了海南岛的建设。
王运丰是欧美同学会副会长。在生命的最后几年里他筹建了“中华洪堡学者协会”，以团结华人洪堡学者。该协会成立后，他当选为第一任会长。由于王运丰在中德科技合作方面的贡献，1987年3月，他获德国总统颁发“联邦德国大十字勋章”。王运丰是第五、六、七届全国政协委员。
1997年4月29日，王运丰无疾而终，享年83岁。